# 升平郡
升平郡，中国南北朝时设置的郡。
北周置升平郡，治所在湖阳县（今河南唐河县西南湖阳镇），隶属于湖州。下辖湖阳县、柘林县二县。辖境相当今河南省唐河县等地区。隋文帝开皇三年（583年）废升平郡，属县直属湖州。